# Ruchstock
Der Ruchstock ist ein 2813 m ü. M. hoher Berg in den Urner Alpen der Schweiz.

## Geographie
Das Bergmassiv liegt in den Kantonen Uri, Nidwalden und Obwalden, dessen Gipfel ist aber ca. 200 m vom Tripunkt dieser Kantone entfernt auf der Grenze zwischen Nidwalden und Uri auf dem Gebiet der Gemeinden Wolfenschiessen und Isenthal. Der Gipfel ist nicht zu verwechseln mit einer exakt gleich hohen, aber namenlosen Erhebung etwa 250 m südöstlich des Ruchstocks. Diese beiden Punkte sind die höchsten in der Bergkette, die im Westen bei den Walenstöcken und dem Rigidalstock beginnt und im Osten über Oberberg und Hasenstock bis zum Rot Grätli verläuft. Der Ruchstock entsendet nach Norden noch einen dritten Grat, der zur Bannalper Schonegg absteigt. Orographisch liegt der Ruchstock nach Norden wie Süden etwa 500 m über dem näheren Gelände und rund 1800 m über dem Talboden bei Engelberg.
Im Nordwesten des Ruchstocks liegt die Bannalp mit dem Bannalpsee, im Norden die zwei niedrigeren Wandergipfel des Brisen und des Chaiserstuels, im Nordosten fällt das Terrain allmählich nach Isenthal ab, während im Osten bzw. Südosten die wenig höheren, aber leichter erreichbaren Alpinwandergipfel des Engelberger Rotstocks und des Wissigstocks stehen. In südlicher Richtung liegen der Rugghubel, der Hahnen und ca. 10 km entfernt der Titlis, im Südwesten die Gemeinde Engelberg und das Brunni sowie im Westen die bereits erwähnten Gipfel derselben Bergkette. Nordöstlich des Ruchstocks liegt ein kleines, steiles Firnfeld mit dem Namen Schlittchuechen. Trotz seiner Höhe ist der Berg vom Taleingang des Engelbergertals bei Stans nicht sichtbar, erst ab Wolfenschiessen, der Bannalp, den Anhöhen auf der linken Talseite (Wirzweli, Gummenalp) oder von den umgebenden Berggipfeln wie dem Brisen oder dem Stanserhorn aus ist er zu sehen.

## Alpinistisches
Trotz seiner beträchtlichen Höhe und der touristischen Infrastruktur in der Nähe wird der Ruchstock nur selten begangen, da sein Gipfel viel schwieriger zu erreichen ist als etwa der höhere Wissigstock im Süden. Seine Schwierigkeit wird meist als T6 in der Alpinwanderskala (schwierige Alpinwanderung) oder WS nach der SAC-Hochtourenskala angegeben. Zu bewältigende Kletterstellen liegen im II. Schwierigkeitsgrad nach UIAA, während für eine Winterbesteigung mindestens mit einem ZS+ zu rechnen ist. Das Panorama reicht vom Säntis bis in die Berner Alpen und vom Jura bis in den Schwarzwald.